# Église Notre-Dame-du-Carmel d'Angra do Heroísmo
L'église de Nossa Senhora do Carmo, également connue sous le nom d'église Saint-Ignace de Loyola et église de Colégio da Companhia de Jesus, populairement connue sous le nom d'Igreja dos Jesuítas, adjacente au palais des capitaines généraux, est située dans le centre historique d'Angra do Heroísmo, sur l'île de Terceira, aux Açores.
Elle est classée comme immeuble d'intérêt public par le décret du 21 décembre 1974 et incluse dans l'ensemble classé de la zone centrale de la ville d'Angra do Heroísmo.

## Histoire
L'église, construite par les Jésuites sous l'invocation de Saint Ignace de Loyola, fait partie du Palais des Capitaines Généraux, et peut être visitée en été, dans le cadre de la visite du musée du palais. Ses fondations furent ouvertes en 1636-1637, et son ouverture au culte religieux date du 17 juin 1651. Le 27 juillet 1652, le Saint-Sacrement que les Jésuites gardaient dans leur première maison, Rua de Jesus, y fut transféré en procession solennelle.
Après l'expulsion de l'Ordre des Jésuites du pays, à l'époque du Marquis de Pombal, elle fut abandonnée, puis cédée au Tiers Ordre du Carmel.
Endommagée par le tremblement de terre de 1980, elle est depuis en cours de restauration.